# Copidaster schismochilus
Copidaster schismochilus är en sjöstjärneart som först beskrevs av Hubert Lyman Clark 1922.  Copidaster schismochilus ingår i släktet Copidaster och familjen Ophidiasteridae.
Artens utbredningsområde är Bermuda. Inga underarter finns listade i Catalogue of Life.